# سازمان شوبرت
سازمان شوبرت (انگلیسی: The Shubert Organization) مالک چندین سالن تئاتر و تهیه‌کننده تئاتر و نمایش در نیویورک، آمریکا است.
این سازمان توسط سه برادر به نام‌های سم اس. شوبرت، لی شوبرت و جیکوب جی. شوبرت در اواخر قرن نوزدهم تأسیس شده، با وجود تغییرات مالکیت ایجاد شده اما هنوز این مجموعه به عنوان سالن‌های تئاتر زنجیره‌ای در آمریکا محسوب می‌شود.

## تئاترها

### برادوی
| - تئاتر امباسادور - تئاتر اثل بریمور - تئاتر بلاسکو - تئاتر بوث - تئاتر برودهرست - تئاتر برادوی - تئاتر کورت - تئاتر جان گلدن - تئاتر ایمپریال | - تئاتر برنارد بی. جیکوبز - تئاتر لانگیکر - تئاتر لایسییم - تئاتر مجستیک - تئاتر میوزیک باکس - تئاتر جرالد شونفلد - تئاتر شوبرت - تئاتر وینتر گاردن |

### خارج از برادوی
- استیج ۴۲
- نیو وورد استیج

### منطقه‌ای
- تئاتر فورست (فیلادلفیا)
- تئاتر شوبرت (بوستون)